# Treno RENFE 102
Il treno RENFE 102 è un treno ad alta velocità, a scartamento normale, delle ferrovie spagnole, costruito dalla società Patentes Talgo S.A. in collaborazione con Bombardier per il servizio sulla rete ad alta velocità della Spagna. Il treno è stato soprannominato Pato per la particolare forma aerodinamica a becco d'anatra della testata anteriore delle locomotive.

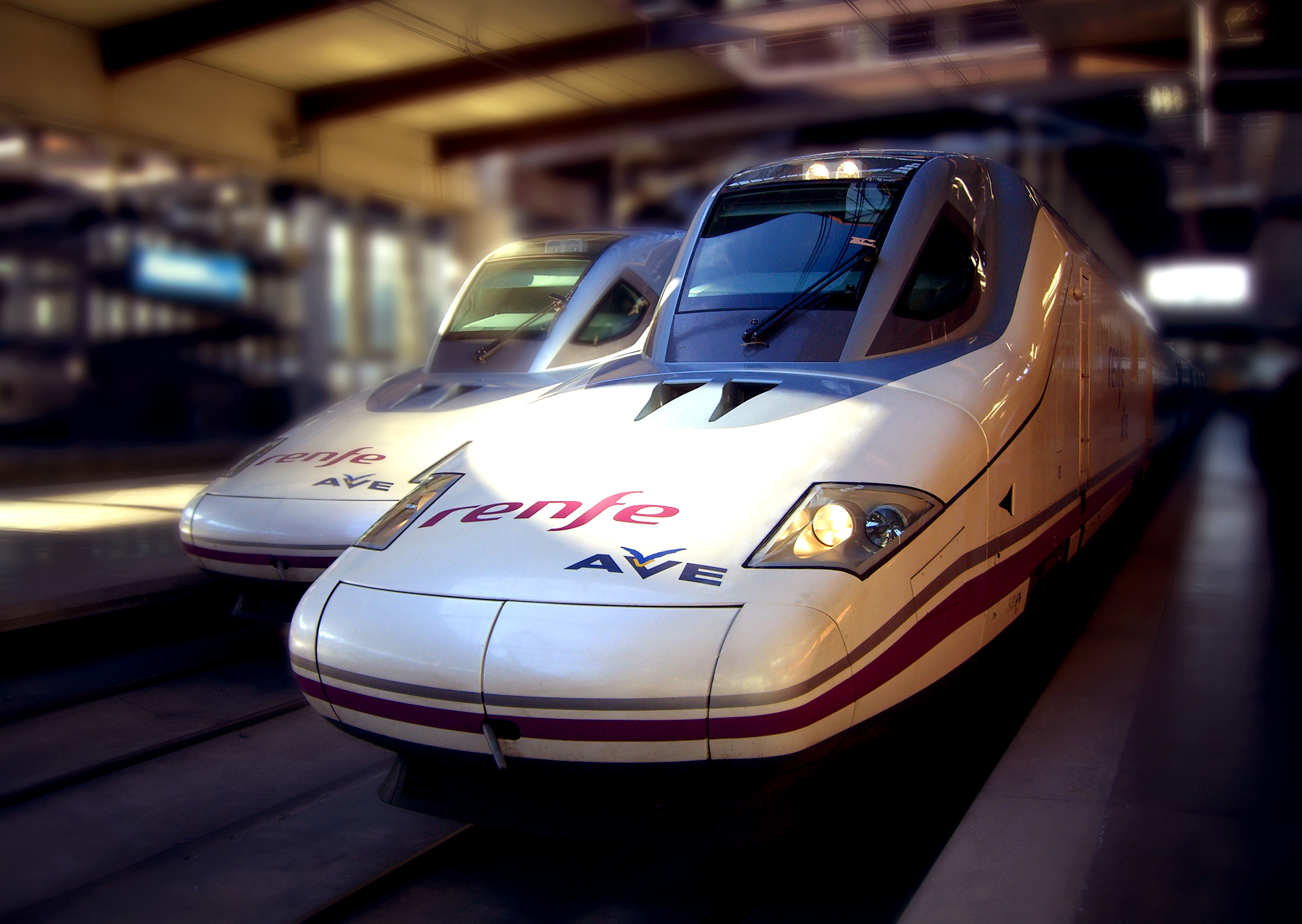
Treno AVE Talgo 350, 330 km/h

## Storia
Il progetto (Talgo 350) è stato sviluppato secondo la tecnologia pendolante passiva dalla società Talgo e risale alla fine degli anni novanta. L'ordinazione venne fatta nel 1998 ad ADTranz (successivamente divenuta Bombardier) che si occupò anche della progettazione esecutiva degli equipaggiamenti di trazione ed elettrici.
Nel marzo 2001 un prototipo stabilì in prova il primato spagnolo di alta velocità raggiungendo i 359 km/h sulla linea AV Madrid - Siviglia.
È stato costruito in 16 esemplari consegnati a partire dal 2005 e fino al 2007. Immatricolato da Renfe come S-102 è entrato in servizio commerciale il 26 febbraio 2005 sulla nuova linea AV Madrid - Barcellona.
Dal progetto è stata in seguito sviluppata la successiva Serie 112, ordinata dalla stessa RENFE in 30 esemplari.